# Palazzo Verospi

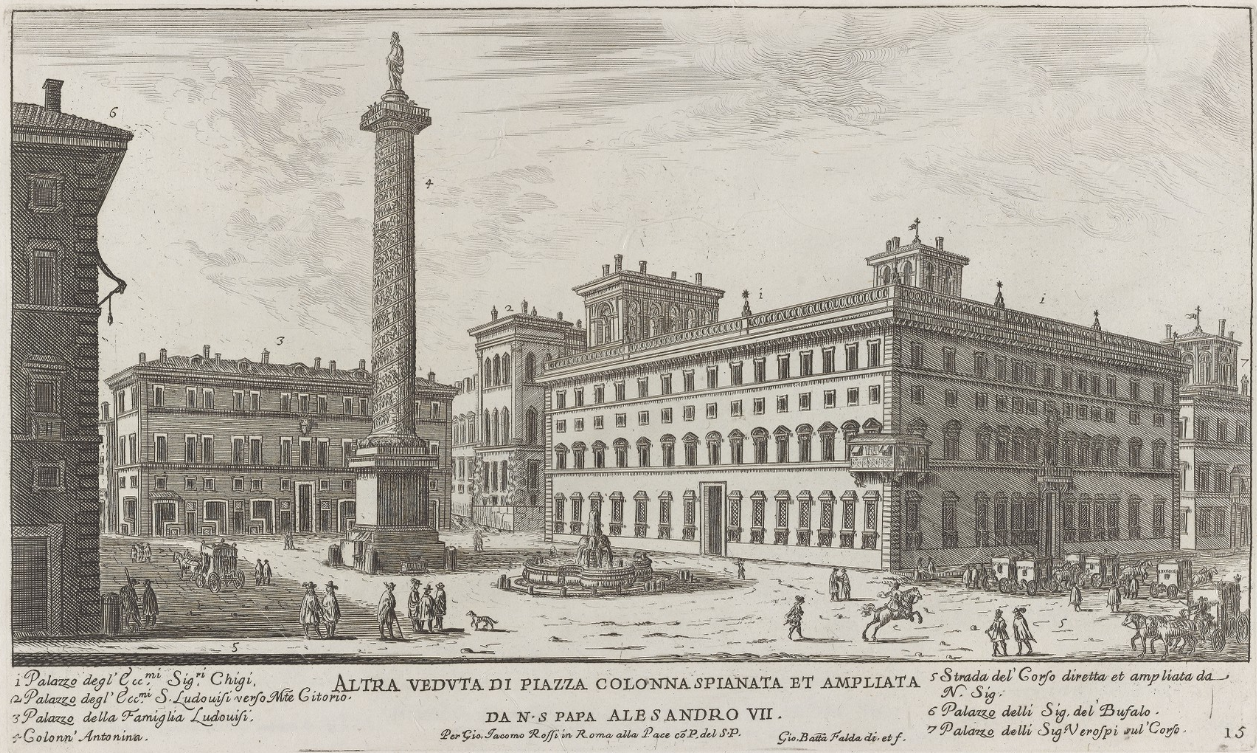
Nesta gravura da Piazza Colonna, de Giovanni Battista Falda (1665), o Palazzo Verospi é o que está parcialmente visível na extrema direita, ao lado do Palazzo Chigi.

Palazzo Verospi, atualmente conhecido como Palazzo del Credito Italiano, é um palácio localizado no número 373 da Via del Corso, no rione Colonna de Roma.

## História
O palácio foi construído por Girolamo Rainaldi e Onorio Longhi entre 1606 e 1611 para o espanhol Ferdinando De Verospe, que comprou uma casa no local em 1565. No interior está uma galeria afrescada em 1617 por Francesco Albani ("Allegoria del Tempo") que abrigava uma coleção de esculturas antigas, distribuída entre as escadarias e os salões. Contudo a coleção se dispersou depois que o palácio foi comprado pelos Torlonia no começo do século XIX. Em 1885, a família encarregou seu arquiteto, Augusto Innocenti, de ampliá-lo. Nesta época, o poeta Percy Bysshe Shelley foi um dos hóspedes no local, como atesta uma placa na fachada. 
Em 1906, o edifício foi ocupado pelo Banco Marignoli. Depois da Primeira Guerra Mundial, o palácio foi poupado da demolição durante as obras de alargamento da Via del Corso, ao contrário de muitos outros que ficavam do outro lado da rua. Na época, os principais bancos italianos competiram para conseguir um bom local para estabelecerem sua sede nacional ou regional na recém-reformada avenida e o Palazzo Verospi acabou adquirido pelo Banco Credito Italiano.
Logo depois, o edifício passou por algumas alterações para se adequar à sua nova função. O pátio interno foi coberto e transformado num salão público, um novo piso foi acrescentado e as janelas do piso térreo foram transformadas em portas, alterando o visual original da fachada de Rainaldi e Longhi, que era muito similar ao do Palazzo Sciarra (na mesma via).